# Vilters-Wangs
Vilters-Wangs (do 1996 Vilters) – miejscowość i gmina we wschodniej Szwajcarii, w kantonie St. Gallen, w okręgu Sarganserland.

## Demografia
We Vilters-Wangs mieszkają 4 954 osoby. W 2021 roku 17% populacji gminy stanowiły osoby urodzone poza Szwajcarią. 

## Transport
Przez teren gminy przebiegają autostrada A13 oraz drogi główne nr 3 i nr 13.